# Leopold Engleitner

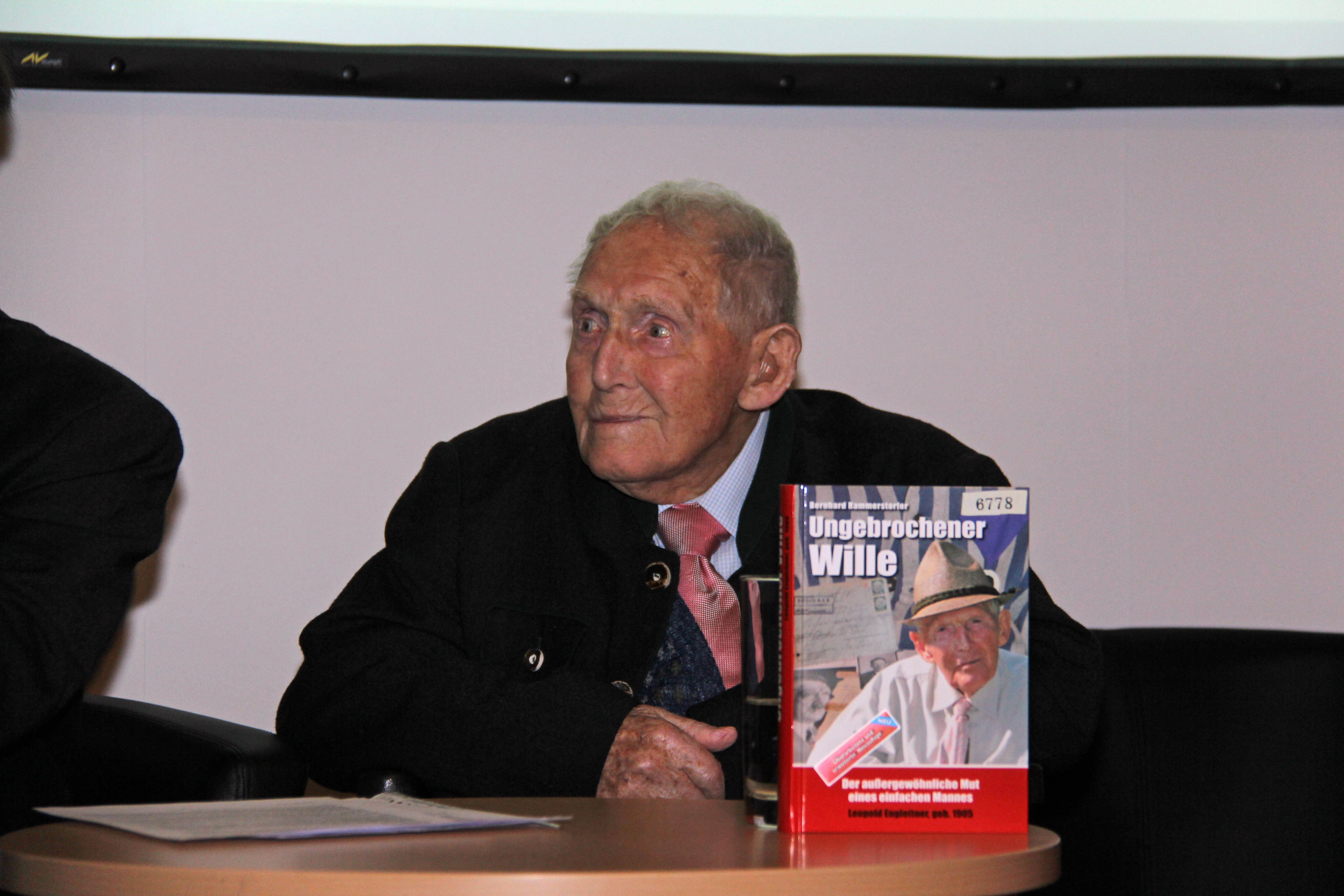
Leopold Engleitner

Leopold Engleitner (Aigen-Voglhub, 23 juli 1905 – Sankt Wolfgang im Salzkammergut, 21 april 2013) was een Oostenrijks overlevende van de Holocaust.
Engleitner werd geboren in 1905 in Aigen-Voglhub in Oostenrijk. Hij bestudeerde op jonge leeftijd de Bijbel en werd in 1932 een Jehova's getuige. In de Tweede Wereldoorlog weigerde hij om gewetensredenen militaire dienst te verrichten. Hij werd in 1939 gevangengenomen door de Gestapo en naar de concentratiekampen Buchenwald, Niederhagen en Ravensbrück gestuurd. In 2009 werd over zijn leven de film "Unbroken Will" gemaakt. In 2013 overleed hij op 107-jarige leeftijd als oudste overlevende van de genoemde concentratiekampen.